# José Ángel César
José Angel Cesar, född den 4 januari 1978, är en kubansk före detta friidrottare som tävlade i kortdistanslöpning.
Cesars främsta merit är att ingick i det kubanska stafettlaget på 4 x 100 meter vid Olympiska sommarspelen 2000 som blev bronsmedaljörer. 

## Personliga rekord
- 100 meter - 10,30